# Liên đoàn bóng đá Algérie
Liên đoàn bóng đá Algérie (tiếng Pháp: Fédération algérienne de football, tiếng Ả Rập: الاتحادية الجزائرية لكرة القدم) là tổ chức quản lý, điều hành các hoạt động bóng đá ở Algérie. Liên đoàn quản lý đội tuyển bóng đá quốc gia nam và nữ, tổ chức các giải bóng đá như vô địch quốc gia và cúp quốc gia. Liên đoàn bóng đá Algérie gia nhập FIFA năm 1963 và CAF năm 1964.